# 浜田晋
浜田 晋（はまだ・すすむ 1926年10月23日 - 2010年12月20日）は、日本の精神科医。分裂病者と球遊びに関しての論文が注目された。市井の精神科医として評価され、著作も複数ある。

## 略歴
- 高知県高知市出身。
- 旧制高知高等学校（1年3か月間は愛媛県新居浜市の住友金属工業に学徒勤労動員）卒業。
- 昭和20年4月、東北大学金属工学科入学。
- 昭和21年4月、東北大学医学部に入学。昭和25年3月卒業。
- 昭和31年東北大学医学部大学院（細菌学）修了。
- 昭和34年から43年まで都立松沢病院に勤務
- 昭和42年4月から東京大学精神神経科講師に招かれる。
- 昭和49年地域精神神経科診療所を上野の地に開業
- 平成19年クリニックを後進に引き継ぎ、引退。

## 著作
- 老いを生きる意味―精神科の診療室から (岩波現代文庫)
- 心をたがやす (岩波現代文庫)
- 老いるについて――下町精神科医 晩年の記　（岩波書店）
- 街角の精神医療 最終章　（医学書院）2006/12

## 受賞歴
- 1992年　第一回若月賞

## テレビ出演
- 福祉ネットワーク（NHK教育テレビ）[1]